# Мыс Рикорда
Мыс Рикорда — южная оконечность острова Итуруп. По форме представляет собой отвесный утес темно-красного цвета. По происхождению — это отрог потухшего вулкана Берутарубе.
Мыс Рикорда омывается водами пролива Екатерины, который отделяет остров Итуруп от острова Кунашир.
В проливе существуют сильные течения разных видов: постоянное, приливные, ветровые, отбойные. Вблизи мыса Рикорда, через пролив Екатерины из Охотского моря в Тихий океан выходит теплое течение Соя. С режимом приливных течений связаны «отбойные» течении, направленные поперек пролива. Скорость «отбойного» течения зависит от скорости приливных течений и может быть в два-три раза больше суммарной скорости течения в соседних районах пролива. Часто наблюдаются водовороты и сулои. При сулоях возникают короткие по высоте волны с пенящимися гребнями, не имеющие определенного направления. 
На мысе Рикорда расположено одно из трёх наиболее крупных на Южных Курилах лежбищ сивуча. 
Назван в честь выдающегося русского мореплавателя адмирала Петра Ивановича Рикорда.